# Rossia palpebrosa
Rossia palpebrosa är en bläckfiskart som beskrevs av Richard Owen 1834. Rossia palpebrosa ingår i släktet Rossia och familjen Sepiolidae. IUCN kategoriserar arten globalt som livskraftig. Inga underarter finns listade i Catalogue of Life.